# Camiguín
Camiguín (cebuano: Lalawigan sa Camiguin; filipino: Lalawigan ng Camiguin) es una provincia de Filipinas situada en la Región Administrativa de Mindanao del Norte en cebuano Amihanang Mindanaw, también denominada Región X.

## Geografía
Es la segunda provincia más pequeña en cuanto a población y extensión y comprende la isla de Camiguín, situada al norte de la de Mindanao, y dos pequeños islotes adyacentes. 
La isla se encuentra situada en el mar de Bohol, 12 kilómetros al norte de la provincia de Misamis Oriental, frente a Talisayán; 53 km al sur de la isla de Bohol; 90km al suroeste de la isla de Panaón; y 102 al oeste de la isla de Siquijor.

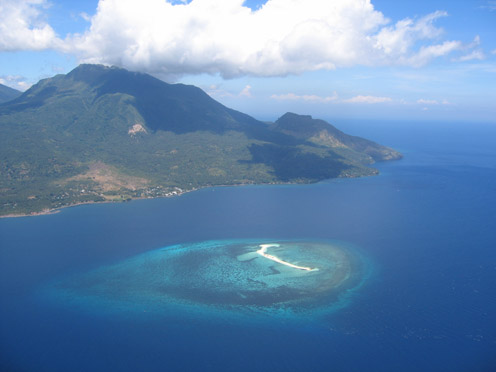
Isla Blanca frente a la costa de Camiguín.

Islas menores adyacentes son Isla Blanca, situada 5 km al oeste de Mambájao, y Mantique, frente a Mahinog.

## Etnia manobo
El nombre Camiguín se deriva de la palabra nativa kamagong, una especie de árbol de ébano que crece cerca del lago Mainit en la provincia de Surigao del Norte, patria de los primeros pobladores de las islas, los Manobos. 
Camiguino, la lengua local de Camiguin, está estrechamente relacionado con el idioma manobo.

## División administrativa
Políticamente la provincia de Misamis Oriental se divide en 5 municipios y 58 barrios. 
Consta de un único distrito para las elecciones al Congreso. Su capital es Mambájao que también es el municipio más poblado de esta provincia insular.

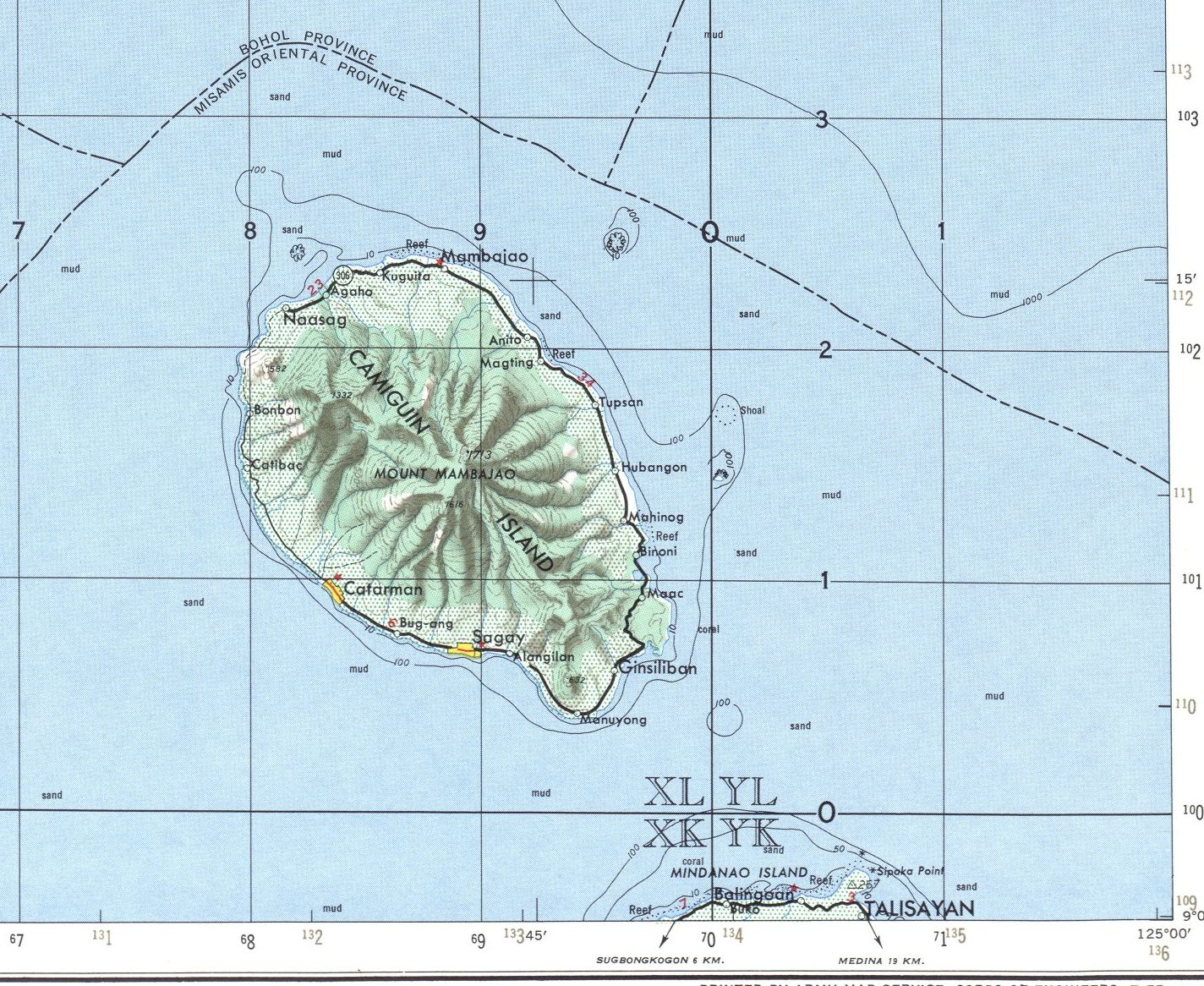
Isla de Camiguín en 1954.

| Ciudad/Municipio     | N.º de Barrios | Población (2010) | Área (km²) | Código    |
| -------------------- | -------------- | ---------------- | ---------- | --------- |
| Cataarmán (Catarmán) | 14             | 16.388           | 53,75      | 101801000 |
| Guinsilibán          | 7              | 5.580            | 18,52      | 101802000 |
| Mahinog              | 13             | 13.531           | 32,55      | 101803000 |
| Mambájao             | 15             | 36.435           | 89,00      | 101804000 |
| Sagay                | 9              | 11.873           | 44,13      | 101805000 |

## Historia
Antiguos documentos españoles indican que Fernando de Magallanes y Miguel López de Legazpi llegaron a la isla en 1521 y 1565, respectivamente.

"...Domingo á ll de marzo de 1565 años en la tarde tomó la Armada la costa de Camiguínin y surgió en ella al abrigo de un bajo que está desviado de la Isla medio quarto de legua; cerca de donde se surgió se vieron desde las Naos algunas casas junto á unas rocas en unas sabanas á manera de sementera, y todo lo demás de la Isla es muy montuoso de grandes y espesas arboledas, y muy cerradas: no se pudo por entonces ver gente ninguna..."

"...Otro día Lunes saltó alguna gente en tierra para ver si había donde se pudiese tomar agua, y á la orilla de la Mar debajo de unos arboles se hallaron tres ó quatro Canoas, y dos, ó tres Indios, los quales echaron á huirla tierra adentro, y no quisieron esperar á que se les hablase: ..."

"...este día envió el General á boxar la Isla para ver sí se hallaría alguna Poblazon donde pudiese surgir la Armada , y por la parte de Levante fue el Capitán Martín de Goyte, y por la otra parte fue el Alférez mayor Andrés de Ibarra en los bateles, y se toparon en la contracosta el uno con el otro, y bojado toda la Isla no hallaron Puerto ninguno donde poder surgir..."

"...Viendo el General que en esta Isla de Camiguinin no habla que hacer» ni para que parar en ella, pues los Indios no querían aguardar á que se les hablase, mandó juntará los Religiosos, Capitanes y Oficiales , y otras Personas , y les pidió su parescer de lo que mas convenia se hiciese , y todos fueron de acuerdo , que seria acertado fuese el Armada á Butuan ..."

"...Miércoles 14 de Marzo en la tarde partió el Armada de Camiguinin para ir á Butuan conforme á lo que se acordó: anduvieron toda la noche con viento contrario que era brisa, y fue de manera que la contrariedad del viento y fuerza de corrientes derribaron el Armada muy á sotavento, y otro dia se hallaron costa á costa de una Isla que se dice Bohol..."
De las Islas Filipinas 1886, tomo 2, página 277.

### Influencia española
El primer asentamiento data de 1598 y se produce en lo que hoy Guinsilibán. Guinsiliban proviene de la antigua palabra Kinamiguin Ginsil-Yo-pan que significa mirar hacia fuera y se miraba desde una torre de vigilancia o tiene una vieja atalaya española desde donde los camiguinos aviasaban de la presencia de los piratas moros.
En 1679 fue fundada Katagmán o Katadmán, hoy conocido como Catarmán. Próspera población que hasta su destrucción por la erupción de un volcán en 1871.
La provincia de Misamis, creada en 1818, formaba parte del Imperio español en Asia y Oceanía (1520-1898). Estaba dividida en cuatro partidos.
El Partido de Catarmán en la isla de Camiguín, con la ciudad de Catarmán y los pueblos de Mambájao, Guinsilibán y Sagay.

"...CAMIGIN; isla adscrita á la provincia de Misamis, 2 leg. distante al N. O. de la punta Sipaca, de esta prov.; se halla SIT. entre los 128° 3', y 128° 7' long., 9" 4' y 9° 7' lat.: tiene por un promedio 1 leg. de larga y 1 milla de ancha; hállanse en ella los pueblos de Catarman y Guinsiliban, el primero sobre la costa N. de la isla, y el segundo sobre la del E...."

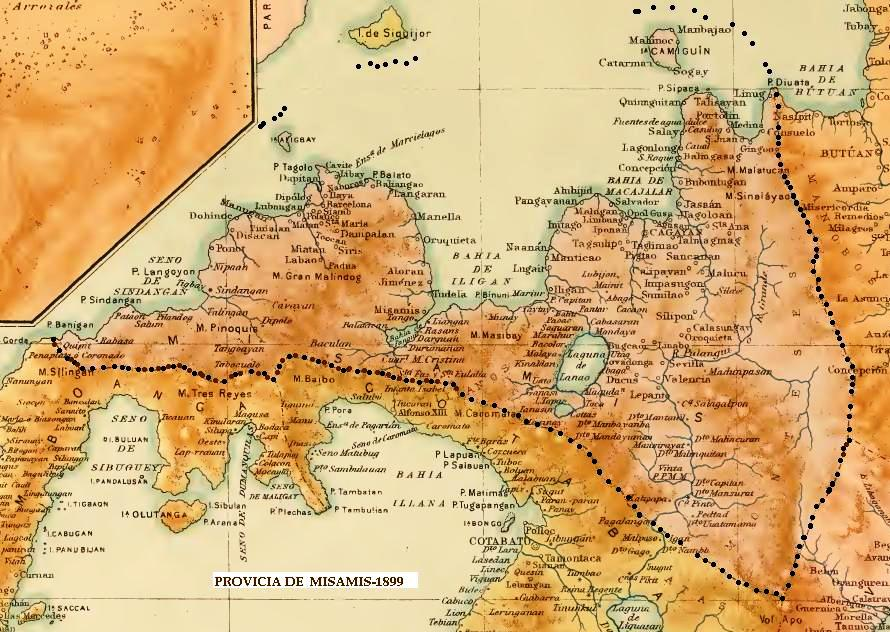
El distrito 2.º de Misamis en 1899.

"... El TERRENO de esta isla es montuoso: en la parte inculta se recojo mucha miel y cera, que depositan las abejas en cuantos parajes les ofrecen el necesario abrigo ; lo cultivado es sumamente fértil en cacao y arroz..."
Buzeta y Bravo, Tomo 1, página CAM 488 CAM.

A principios del siglo XX la isla de Mindanao se hallaba dividida en siete distritos o provincias, uno de los cuales era el distrito 2.º de Misamis, su capital era la villa de Cagayán de Misamis y del mismo dependía la comandancia de Dapitan.
Formaban parte de este distrito las visitas de Guinsilibán, Sagay, Catarmán, Mambájao, Mahinoc, Iponan, Opol y Molugán. Manbajao contaba con una población de 9.793 almas.

### Ocupación estadounidense

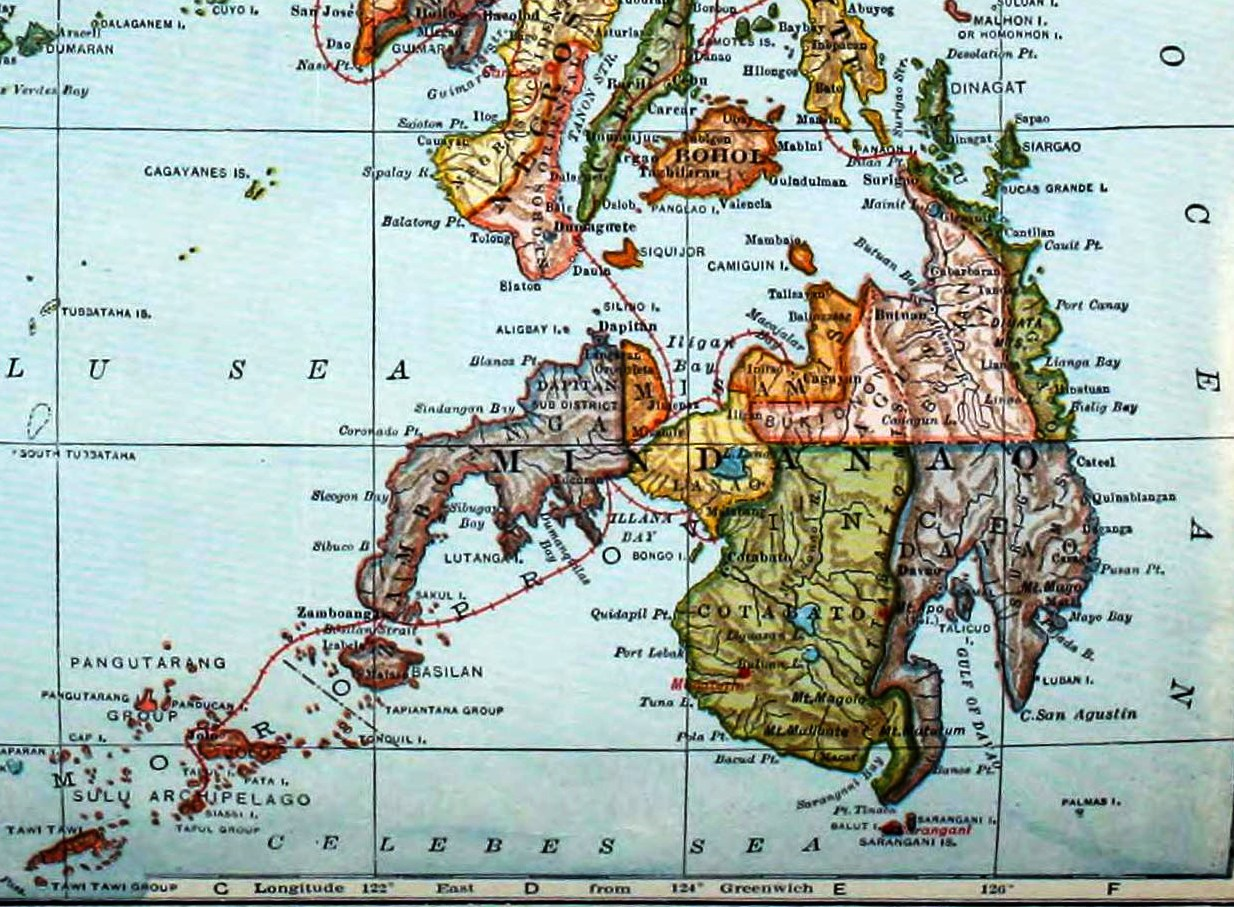
Mindanao en 1921.

Una vez pacificado el territorio, el gobierno civil de la provincia de Misamis fue establecido el 15 de mayo de 1901 incluyendo la subprovincia de Bukidnon.
Catarmán, Mambájao y Sagay eran tres de los 14 municipios de esta provincia, tal como figura en la División Administrativa de Filipinas de 1916 y también en el plano del censo de 1918.

### Independencia
El 19 de marzo de 1948 fue creado el municipio de Mahinog. Está formado por los barrios de Binoni, Hubangon, Katuhogan y Mahinog, así como una parte del barrio de Tupsan, todos hasta entonces pertenecientes al municipio de Mambájao.
El 13 de junio de 1950 fue creado el municipio de Guinsilibán formado por cuatro barrios hasta entonces pertenecientes al municipio de Sagay: Guinsilibán, sede del municipio, Maac, Cabuan y Liong.
El 22 de junio de 1957 fue creada la subprovincia de Camiguín con sede en Mambájao.
El 21 de junio de 1959 la isla de Mantigue (Mantigue Island) del municipio de Mahinog cambia su nombre por el de Magsaysay Island.
El 18 de junio de 1966 la subprovincia de Camiguin se separa de la provincia de Misamis Oriental constituyéndose como una nueva provincia separada e independiente.